# Хойнічанка
ФК «Хойнічанка» (пол. Chojniczanka Chojnice) — польський футбольний клуб з міста Хойниці, заснований 1930 року. Нині виступає в I лізі. Командними кольорами є жовтий, білий та червоний.